# Krosino (powiat szczecinecki)
Krosino (dawniej: niem. Groß Krössin) – wieś w Polsce położona w województwie zachodniopomorskim, w powiecie szczecineckim, w gminie Grzmiąca.
W latach 1946–1954 siedziba gminy Krosino. W latach 1954–1972 wieś należała i była siedzibą władz gromady Krosino. 

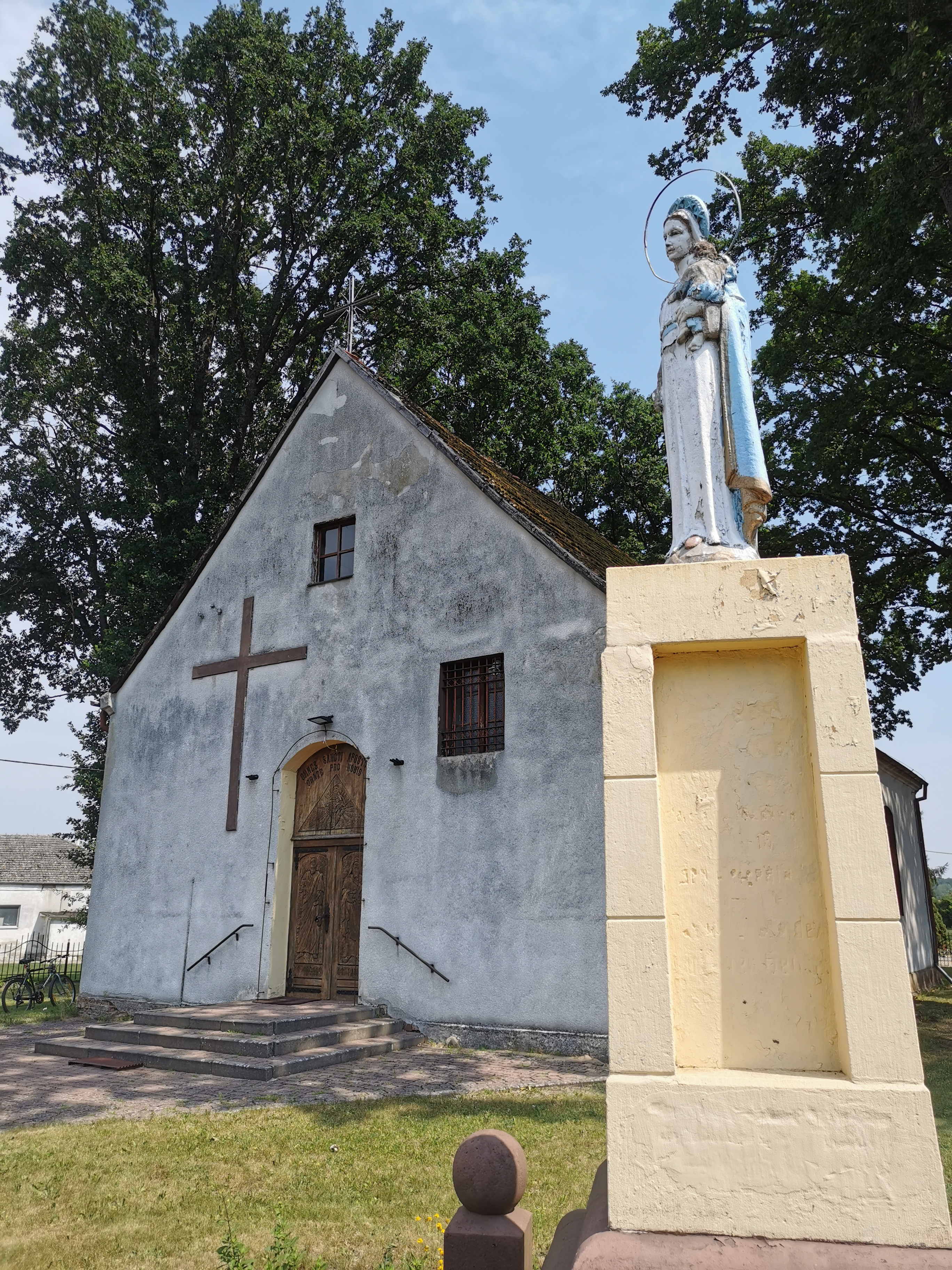
figura Matki Boskiej z Dzieciątkiem Jezus przed kościołem parafialnym pw. św.św. Piotra i Pawła w Krosinie

Miejscowość położona nad rzeką Parsętą. Pierwsi polscy mieszkańcy osiedlili się w Krosinie tuż po II wojnie światowej. W miejscowości znajduje się Zakład Przemysłu Drzewnego, ośrodek zdrowia oraz parafia pod wezwaniem św. Piotra i Pawła. W Krosinie działa klub piłkarski LZS Drzewiarz Krosino.
W 2016 r. zgodnie z sugestiami mieszkańców przemianowano najdłuższą ulicę we wsi – dotychczasową ulicę 22 Lipca na ul. Długą.